# フィリピンの鉄道
フィリピンの鉄道（フィリピンのてつどう）では、フィリピンにおける鉄道について記す。

## 概要

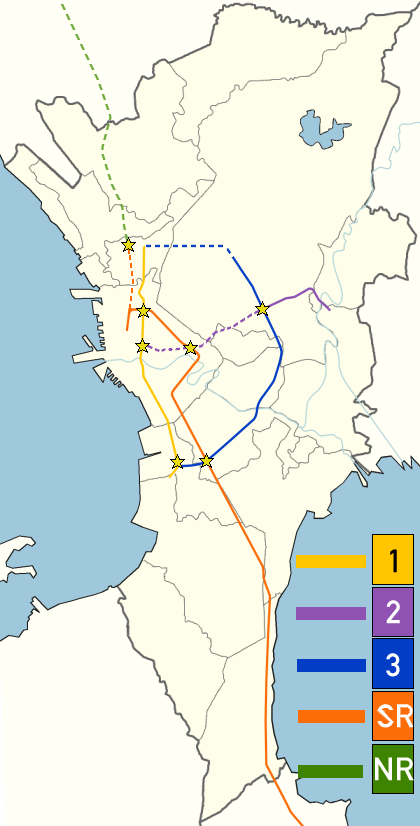
2003年にアロヨ元大統領が発表したSRTS計画に基づく路線図

フィリピンの鉄道は、19世紀終わりごろに英国資本によって首都マニラ近郊の路線が開業したのが始まりとされ、以後ルソン島ではマニラを中心に北はサンフェルナンドまで、南はレガスピまでの路線ができ、また支線もできたので約900kmの路線を有するまでになった。軌間は日本の在来線と同じ1067mmの狭軌が使われた。他にもネグロス島をはじめ、セブ島、レイテ島、パナイ島、ミンドロ島、ミンダナオ島に路線をもち、砂糖黍のための軽便鉄道の他、鉱山鉄道や森林鉄道なども建設された。
しかし、太平洋戦争やモータリーゼーションの発達によって鉄道は衰退、パナイ鉄道が1983年に廃止されたことで中長距離の旅客輸送を行う鉄道はルソン島にある国鉄線のみとなった。

## 運行概況

### 国鉄
マニラからイロコス地方にのびる北方線と、マニラからビコール地方にのびる南方線があるが、1991年のピナトゥボ山の噴火以降、北方線は全線運休となっている。現在、マニラ - ナガ間を結ぶ夜行列車のビコール・エクスプレスが1日1往復運行している他、マニラ近郊では通勤列車のメトロ・コミューターが1日18往復運行、ビコール地方では通勤列車のビコール・コミューターが運行している。

### 都市鉄道

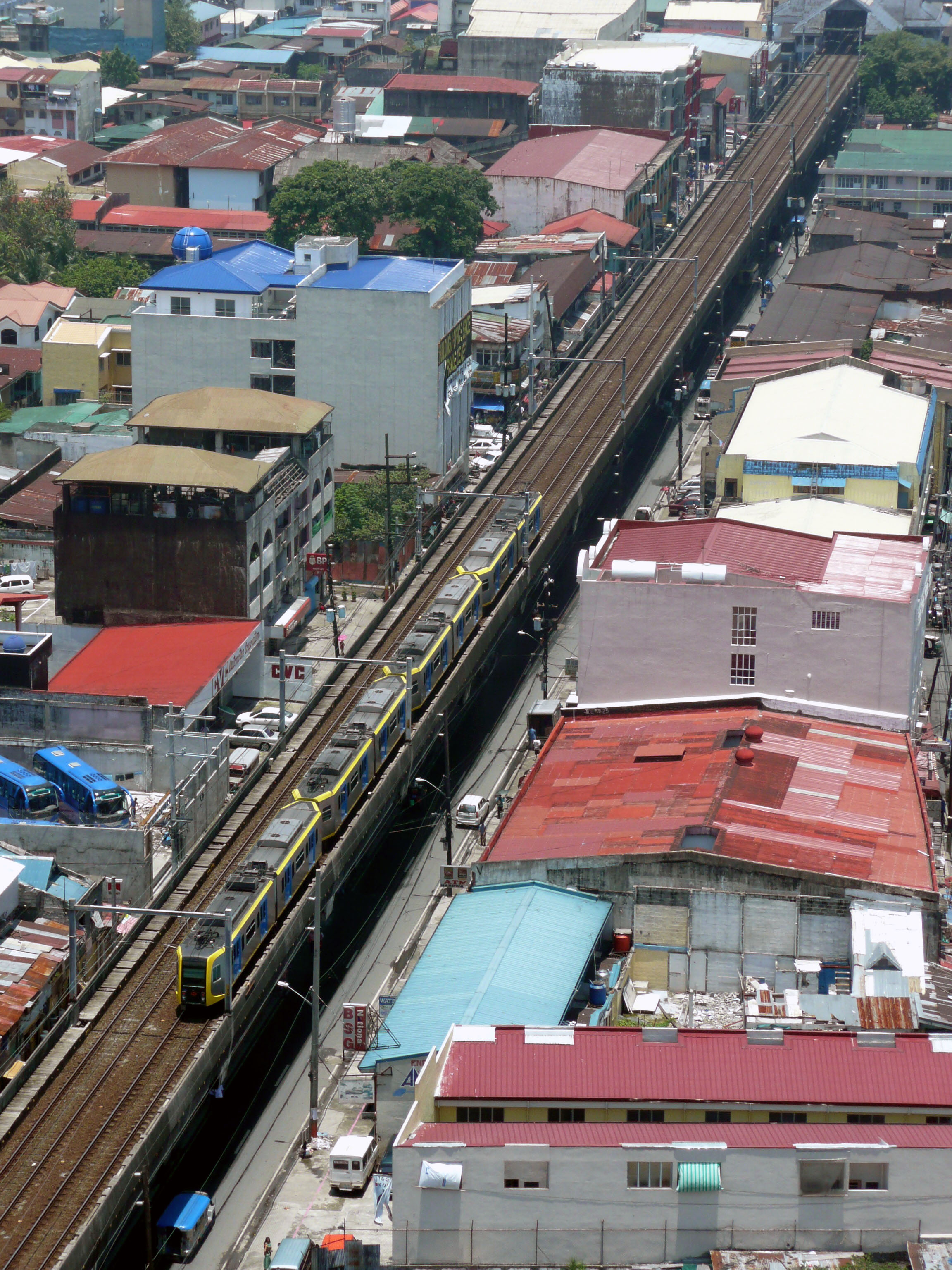
バクララン方面へ向かうLRT

首都マニラではODAで都市鉄道であるマニラ・ライトレール・トランジット・システムおよびマニラ・メトロレールが整備されるようになり、1984年に最初の路線が開業した。現在、LRT（Light Rail Transit・ライトレール）が1路線、MRT（Metro Rail Transit・ラピッド・トランジット）が2路線の3路線が運行している。いずれも設備としては近代的なもので、治安もマニラでは比較的良いという。こちらでは軌間は1435mmの標準軌が採用されており、また日本や韓国などで製造された新車が使われている。女性専用車もある。改札では簡単なセキュリティ・チェックがあり、構内での写真撮影は禁止されている。

## 建設中

### 通勤鉄道
南北通勤鉄道(NSCR)はルソン島を南北に縦断する148㎞の鉄道路線で、トゥトゥバンからマロロスの部分開業が2021年に見込まれており、全線開通は2025年を予定している

### 高速交通

#### 延伸
- LRT-1号線南方延伸: LRT-1線は現在終点となっているパサイのバクララン駅からカヴィテ州バコール（英語版）のニオグ駅（英語版）まで延伸する[6]。2019年に建設を開始しており、2021年までに一部開通を目指す[7]。
- MRT-2号線東西延伸: MRT-2線LRTは東部に4㎞、西部に3㎞延伸される。現在東側の延伸が行われており[8]、西部延伸は2021年に開始する予定[9][10]。

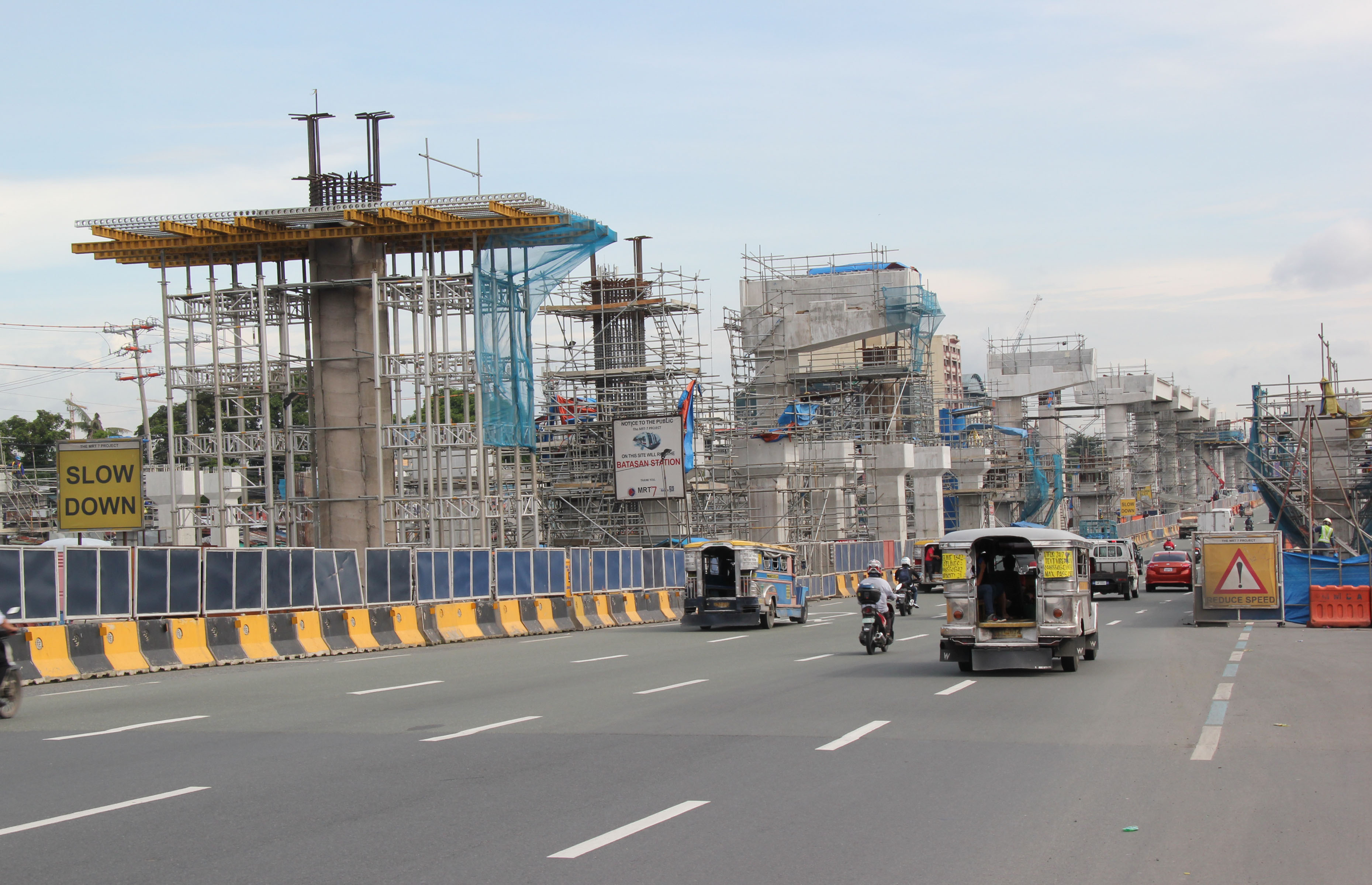
Construction of Batasan station along Commonwealth Avenue, Quezon City as of August 2018.

#### 新設
- MRT-7線: 建設中[11]。完成すれば総延長22.8㎞、14駅の鉄道になる。路線は北東から南西に走っており、ブラカン州サン・ホセ・デル・モンテからケソン市のノース・アベニュー (ケソン市)（英語版）に現在建設中のノース・アベニュー中央駅（英語版）までを結ぶ予定

- マニラ首都圏地下鉄:MLT-9号線とも呼ばれるマニラ首都圏に建設中の地下鉄[12]。総延長は36㎞で南北にヴァレンズエラ、ケソン、パシグ、マカティ、タギッグ、パサイをつなぎ、キリノ・ハイウェイ駅からFTI駅までの間で当初は15の駅が計画されている。

## 計画

### 高速交通

#### 自動案内軌条式旅客輸送(AGT)システム
フィリピン科学技術省は国際設計・製造のAGTシステムの開発計画を開始している。 タギッグ市ビクタンのビクタンAGTシステムやフィリピン大学ディリマン校のフィリピン大学ディリマン校AGTシステムなどが建設され研究・実証に利用された。

#### モノレール
- バギオモノレール[13][14]
- Davao People Mover : ダバオ市は28kmのモノレール計画を運輸省(DOTr)とフィリピン国鉄(PNR)に対して承認している[15]。
- イロイロモノレール : 中国の比亜迪社がイロイロにモノレールを建設できるかどうかの2か月間の実現可能性調査を行っている。第1フェーズでは20㎞を考えており、2019年に事業に取り掛かることを目標としていた[16][17]。
- MRT-4号線（英語版） : 2025年の事業開始を目指しているモノレール路線でマニラからリサール市までの間を結ぶ計画[18]

#### ライトレール
- LRT-6号線（英語版）[19] : カビテ市で提案されている高速都市鉄道で、LRT-1号線のバコールとダスマリニャス（英語版）を結ぶ計画。ルートとなる予定のアギナルドハイウェイ沿いの建設スペースの問題から政府は無期限に先送りしているが、民間企業はバコール大通りとモリノ-パリパラン道路に沿うように線形を変更とマニラ首都圏南部の4つの支線を含む要求されてない検討案を提出している。
- セブライトレール交通網（英語版） : セブLRTはセブ都市圏統合型一貫輸送システムの一部であり、悪化するセブ都市圏の交通渋滞に対処する[20]。部分的な事業開始を2020年に見込んでおり、支線となるBRT(基幹バス輸送システム)を持つことを見込んでいる[21]。カルカル（英語版）とダナオ（英語版）までの区間が考えられている[20]。

#### ヘビーレール
- マカティ地下鉄 (LRT-5号線)（英語版） : 2018年6月20日IRC Properties Inc.と中国の協力企業が検討されている37億ドルのマカティ都市内鉄道輸送計画の"当初提案者"の地位を確保した[22][23]。提案された計画ではマカティ市内に8-10の駅ができ、総延長は11㎞の予定。マニラMRT-3線、建設中のマニラ首都圏地下鉄、パシグ川フェリーと接続する[22]。見積もられた計画費用は37億ドル[22]。

### 都市間鉄道
- PNR南部長距離計画 : 旧南方本線と支線のバタンガス市までの再建が考えられており、どちらも最初は標準軌で単線で無電化の運用を開始することを計画している。中国政府からの資金調達を考えており、2022年までに一部区間の事業開始を予定している[24]。

- ミンダナオ鉄道 : ビルド・ビルド・ビルド建設計画（英語版）の主要計画の一つであり、ミンダナオ鉄道は2000㎞の路線長を持ち、建設全体はいくつかの段階がある。第1段階は105㎞の計画で、2018年に開始し2022年に完了する予定であった[25]。最初の鉄道路線はタグム（英語版）、ダバオ、ディゴスのダバオ地域を結ぶ予定であり、その後ジェネラル・サントス, カガヤン・デ・オロ、ザンボアンガ、コタバト、ブトゥアンなどのミンダナオ島の主要都市を結ぶ予定。

### 貨物鉄道
- スービック-クラーク鉄道 : PNRルソンシステム開発の一部。最初の貨物鉄道路線はクラーク経済特別区とニュー・クラーク・シティー（英語版）からスービック経済特別区を結び、中央ルソンに接続する物流ハブを形成する[26]。

- マニラ-ラグナ貨物輸送再開 : 運輸省はマニラ港湾地区からラグナ州までのコンテナ輸送の運用再開計画を発表した[27]。マニラ国際コンテナターミナルとマニラ北港からラグナ州カランバのラグナゲートウェイ内陸コンテナターミナルまでを鉄道で結ぶ路線を再生してコンテナ輸送を再開する[27]。

## 註釈
1. ↑  “Project_Details - BUILD”. build.gov.ph. 2019年4月27日閲覧。
2. ↑  “Project Details - Build”. Build.gov.ph (2018年6月1日). 2020年1月9日閲覧。
3. ↑  “Project Details - Build”. Build.gov.ph (2018年6月1日). 2020年1月9日閲覧。
4. ↑  “You are being redirected...”. www.ptvnews.ph. 2019年5月10日閲覧。
5. ↑  Bank, Asian Development (2019年7月10日). “Malolos–Clark Railway Project: North-South Commuter Railway, PNR Clark - Phase 2” (英語). Asian Development Bank. 2019年11月7日閲覧。
6. ↑  “DESPITE DELAYS: Tugade says LRT1 Cavite extension to be completed in 2021” (英語). GMA News Online 2018年7月8日閲覧。
7. ↑  Villafuerte, Din M.. “The ongoing infrastructure projects make Southern Metro investments ideal” (英語). business.inquirer.net. 2020年4月3日閲覧。
8. ↑  “LRT-2 extension 77% complete”. www.bworldonline.com. 2020年4月3日閲覧。
9. ↑  News, ABS-CBN. “LOOK: Gov't to build 3 more LRT-2 stations” (英語). ABS-CBN News. 2020年4月3日閲覧。
10. ↑  “LOOK: LRT2 to add more stations in Tutuban, Divisoria and Pier 4” (英語). GMA News Online. 2020年4月3日閲覧。
11. ↑  Camus, Miguel R.. “MRT 7 now over 50% complete” (英語). business.inquirer.net. 2020年4月3日閲覧。
12. ↑  http://www.investphilippines.info/arangkada/wp-content/uploads/2018/06/2-DOTR.pdf
13. ↑  “P1.4 billion to build Baguio-La Trinidad monorail”. Manila Standard Today
14. ↑  Polonio, Jessa Mardy. “Monorail to ease traffic in Baguio City  study”. Rappler
15. ↑  Perez, Ace June Rell S. (2015年10月21日). “Davao City endorses monorail project”. Sun Star 2015年10月21日閲覧。
16. ↑  “Buffett-Backed BYD Wins First Overseas Contract for Monorail” (英語). Bloomberg.com 2018年6月22日閲覧。
17. ↑  “Chinese firm conducts Iloilo monorail study” (英語). Manila Bulletin News 2018年6月22日閲覧。
18. ↑  “MRT-4 project gets final approval” (英語). cnn. 2020年4月8日閲覧。
19. ↑  “Modified Light Rail Transit (LRT)-6 Project (formerly LRT 6 Cavite Line A) | PPP CenterPPP Center” (英語). 2020年4月8日閲覧。
20. 1 2  bw_mark. “Cebu LRT-BRT common stations priority to be up by 2020 | BusinessWorld” (英語). 2018年12月13日閲覧。
21. ↑  Osmeña, Rico. “Cebu MRT, BRT rolling 2020” (英語). Daily Tribune. 2018年12月13日閲覧。
22. 1 2 3  “IRC gets original proponent status for Makati subway”. Manila Standard. (2018年6月20日) 2018年6月22日閲覧。
23. ↑  “IRC gains traction in $3.7-billion Makati rail project | Philstar.com”. philstar.com. 2018年6月22日閲覧。
24. ↑  Camus, Miguel R.. “Gov’t to award Bicol rail project in 4th quarter” (英語). business.inquirer.net. 2020年4月8日閲覧。
25. ↑  “Build Build Build Presentation”. Build Build Build (2017年5月20日). 2017年7月14日閲覧。
26. ↑  “Project_Details - BUILD”. www.build.gov.ph. 2020年4月8日閲覧。
27. 1 2  “DOTr to revive Manila-Laguna cargo rail project” (英語). Manila Standard 2018年10月12日閲覧。